# سیارک ۴۳۵۰
سیارک ۴۳۵۰ (به انگلیسی: 4350 Shibecha، نامگذاری:1989UG1) چهار هزار و سیصد و پنجاهمین سیارک کشف شده‌است که در ۲۶ اکتبر ۱۹۸۹ کشف شد.
قدر مطلق سیارک برابر ۱۲٫۲۰ است.